# Eleni Koutsilianos
Eleni Koutsilianos (13 de junio de 1987) es una deportista estadounidense que compitió en taekwondo. Ganó dos medallas de oro en el Campeonato Panamericano de Taekwondo en los años 2004 y 2006.

## Palmarés internacional
| Campeonato Panamericano | Campeonato Panamericano          | Campeonato Panamericano | Campeonato Panamericano |
| Año                     | Lugar                            | Medalla                 | Categoría               |
| ----------------------- | -------------------------------- | ----------------------- | ----------------------- |
| 2004                    | Santo Domingo ( Rep. Dominicana) | Medalla de oro          | –59 kg                  |
| 2006                    | Buenos Aires (Argentina)         | Medalla de oro          | –55 kg                  |